# Coritiba Foot Ball Club
Il Coritiba Foot Ball Club (portoghese: /kʊˈɾĩtʃ'ba/), chiamato comunemente Coritiba o, più brevemente, Coxa, è una società calcistica brasiliana con sede nella città di Curitiba. Milita in Série B, la seconda serie del campionato brasiliano di calcio.
Fondata nel 1909 come Clube Ginástico Teuto-Brasileiro Turnverein da un gruppo di immigrati tedeschi, è la società calcistica più antica e titolata del Paraná, nonché la prima società calcistica paranaense ad aver vinto il campionato brasiliano, nel 1985. In bacheca annovera un campionato brasiliano, due campionati di Série B e 39 campionati paranaensi. Detiene il record mondiale di club di vittorie consecutive in gare ufficiali (24), stabilito nel Campeonato Paranaense del 2011.
Disputa le partite casalinghe allo stadio Couto Pereira di Curitiba, che può contenere 40 000 spettatori. Vive un'accesa rivalità con l'Athl. Paranaense e con il Paraná.
La squadra verde-bianca di Curitiba è stata anche la prima squadra del Paraná a partecipare alla Coppa Libertadores, un evento pionieristico avvenuto nel 1986. Il club detiene ancora il record di vittorie consecutive, 24 (ventiquattro), in competizioni ufficiali, e la più lunga serie di imbattibilità tra le squadre brasiliane, avendo disputato più di 4.800 partite nella sua storia.

## Panoramica
Il Coritiba è il primo club del sud del Brasile ad aver vinto un titolo nazionale, il Torneio do Povo del 1973, ed è anche il primo club del sud a aver partecipato a entrambe le principali competizioni continentali, la Copa Libertadores e la Copa Sudamericana.
È stato il primo club del Paraná a vincere la Série A (il titolo principale in Brasile) e a raggiungere le semifinali nella seconda competizione principale del paese, la Copa do Brasil, nel 1991, 2001, 2009, e a raggiungere la finale nel 2011 e nel 2012.
L'unico ad aver conquistato sei titoli consecutivi nel Paranaense, tra il 1971 e il 1976, il Coritiba è anche il club con il maggior numero di partecipazioni in questo campionato. Con oltre 30.000 membri, attualmente è al primo posto nella FPF, al 14º posto nel CBF ranking, all'83º posto nel ranking della Conmebol e al 125º posto nell'IFFHS ranking internazionale. Il club conta più di 30.000 membri.
Dal 2013 ha partnership (incluse prestiti e scambi di giovani giocatori) con il Porto e il Benfica del Portogallo, il Chivas Guadalajara del Messico, il Daegu della Corea del Sud e il VVV-Venlo dei Paesi Bassi.
Il club detiene ancora il record per il maggior numero di vittorie consecutive, 24 (ventiquattro), in competizioni ufficiali, e la striscia più lunga tra le squadre brasiliane, avendo disputato più di 4.800 partite nella sua storia.
Il Coritiba è il primo club di calcio nel sud del Brasile a iniziare ad abbracciare il football americano. I Coritiba Crocodiles sono una squadra di football americano formata dalla fusione di Coritiba (football americano) e Barigui Crocodiles, essendo tre volte campioni brasiliani, nove volte campioni statali e due volte campioni della conference meridionale.

## Storia

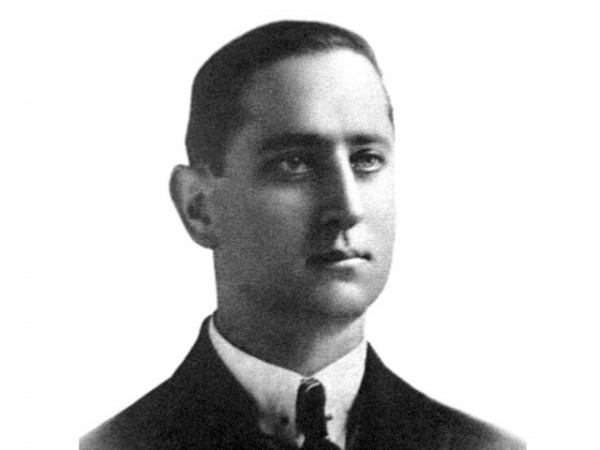
Fritz Essenfelder

Nel 1909, un gruppo di giovani si riuniva presso il Clube Ginástico Teuto-Brasileiro Turnverein, dove la comunità di immigrati tedeschi di Curitiba si ritrovava per giocare a vari sport. A luglio di quell'anno, un membro di spicco del club, Frederico "Fritz" Essenfelder, arrivò con un pallone di cuoio in mano. Spiegò agli amici che si trattava di un pallone da calcio e illustrò le regole di questo nuovo gioco. Fritz e i suoi amici del club iniziarono a organizzare partite sul campo del Caserma della Forza Pubblica (Quartel da Força Pública).
Più tardi, arrivò l'invito a disputare una partita contro un club di lavoratori, molti dei quali inglesi, della ferrovia di Ponta Grossa. Il 12 ottobre 1909, Fritz convocò una riunione presso l'antico Teatro Hauer per organizzare la prima partita. Si decise di formare un club di calcio, che sarebbe stato chiamato Teuto-Brasileiro. Il Teuto-Brasileiro sarebbe stato il primo club di calcio dello stato del Paraná.
Il 22 giugno 2023, il Coritiba ha annunciato la vendita del 90% della Società Anonima di Calcio (Sociedade Anônima do Futebol (SAF)) alla società Treecorp Investimentos, per un valore di 1,1 miliardi di R$. La transazione è stata approvata in tribunale dopo la valutazione del Ministero Pubblico. Il 10% rimanente della SAF rimane sotto la responsabilità dell'Associazione Civile del Club.

## Colori e simbolo

### Nome
Il suo nome rimanda alla capitale del Paraná, secondo la grafia adottata all'epoca: Coritiba. L'ortografia attuale e ufficiale della città fu stabilita nel 1919, dieci anni dopo la fondazione del club. Tuttavia, in nome di una vecchia e onorata tradizione, il club ha mantenuto la sua grafia originale. Lo stesso vale per i termini "foot ball" e "club", incorporati in inglese perché all'epoca non esistevano corrispondenti simili nella lingua portoghese.

### Divise

Bandiera dello stato del Paraná

I colori sociali sono il bianco e il verde. La divisa per le gare casalinghe presenta una maglia bianca con una doppia striscia orizzontale verde all'altezza del petto. Il logo del club è sovrapposto alle due bande, nel centro del petto. Tuttavia, fino agli anni sessanta, questa era la terza divisa, usata per i tornei interstatali: l'allora prima tenuta di gioco era completamente bianca, con il solo logo sul petto.
La seconda maglia presenta delle strisce verticali alternate, bianche e verdi. Era questa la maglia con cui la squadra, il 31 luglio 1985 al Maracanã, batté il Bangu aggiudicandosi il suo primo e unico campionato brasiliano.
La terza divisa, secondo una tradizione avviata nel 1999, è diversa da anno ad anno. Per la stagione 2008-2009, la maglia è nera con una doppia striscia orizzontale sul petto, la superiore verde, l'inferiore bianca.

### Stemma
Lo stemma ufficiale del club è di forma circolare. Al centro presenta un cerchio, a simboleggiare il globo terrestre, con cinque righe che si dipartono dai due "poli", a simboleggiare i meridiani, e la sigla CFC bianca su fondo verde nella parte centrale. Intorno a questo cerchio, si trova uno spesso bordo, sempre verde, recante al suo interno, nella parte superiore, la scritta bianca CORITIBA FOOT BALL CLUB, mentre nella parte inferiore, sempre in bianco, PARANÁ. Il logo è sormontato da una stella gialla a cinque punte, a ricordare il titolo nazionale vinto nel 1985.
Il Coritiba-SE di Sergipe, il Comercial di Viçosa de Alagoas, il São Bento di Santa Catarina, il Castanheira di Santa Luzia, il Cristo Redentor di Caxias do Sul, il Coritiba di Erechim, il Coritiba di Carlópolis, il Coritiba di Parelhas, il Coritiba di Santo Antônio, così come l'Olaria, squadra di calcio amatoriale di Curitiba, hanno avuto i loro stemmi ispirati a quello del Coritiba.

### Mascotte
La mascotte ufficiale del club rappresenta un vecchietto, detto Vovô Coxa ("Nonno Coscia"), vestito con la divisa della squadra. Il personaggio presenta tratti germanici, scelti dal momento che la società venne fondata nel 1909 da un gruppo di immigrati tedeschi.

### Bandiera
Ecco cosa c'è scritto nel Capitolo II, Articolo 8 dello Statuto del Club:
"La bandiera del Coritiba ha il suo emblema situato in modo prominente nell'angolo superiore sinistro, da cui partono dei tratti che rappresentano dei raggi alternati nei colori verde e bianco, occupando l'intero spazio."
La bandiera è diventata un'immagine del Coritiba, che rappresenta tutta la tradizione e la grandezza che fanno del Coxa una delle grandi forze del calcio nel Brasile.
La bandiera del Coritiba è uno dei marchi più belli nella vita del Club, sia per la sua origine che per la sua rappresentatività. Ovunque vada, il tifoso del Coxa-Branca porta con orgoglio la sua bandiera, segno di amore per il suo Club. Come da più di un secolo, la bandiera del nostro Glorioso ha lo stesso significato nelle nostre vite: "Coritiba, tu sei il sole che illumina il mio cammino".

### La divisa del Coritiba
Il primo completo del Coritiba è stato utilizzato dal 1909 al 1916 e era composto da strisce verticali verdi e bianche. Il secondo completo del Coritiba, utilizzato dal 1916 al 1976, era completamente bianco.
Il completo attuale per le partite in casa è composto da una maglietta bianca, con due strisce orizzontali verdi parallele, oltre a pantaloncini neri e calzettoni bianchi. Il completo da trasferta è composto da una maglietta a strisce verticali verdi e bianche, pantaloncini neri e calzettoni verdi. Questi completi sono stati adottati nel 1976.
- Divisa principale: Maglia bianca con due strisce orizzontali verdi, pantaloni neri e calzettoni bianchi.
- Divisa da trasferta: Maglia a righe verticali verdi e bianche, pantaloni bianchi e calzettoni neri.
- Divisa alternativa: Maglia bianca con strisce orizzontali grigie, pantaloni neri e calzettoni bianchi.

### Evoluzione della divisa
| 1980      | 1988      | 1993-1995 | 1996 | 1997-1998 | 2013 | 2014 | 2015 | 2016-2017 |
| 2017-2018 | 2018-2019 | 2020      | 2021 | 2022      | 2023 |      |      |           |

## Organico

### Rosa 2024
| N. |                    | Ruolo | Calciatore                  |
| -- | ------------------ | ----- | --------------------------- |
| 4  | Brasile (bandiera) | D     | Rodrigo Moledo              |
| 6  | Brasile (bandiera) | C     | Bruno Gomes                 |
| 7  | Brasile (bandiera) | C     | Andrey Ramos                |
| 8  | Brasile (bandiera) | C     | Willian Farias              |
| 9  | Brasile (bandiera) | A     | Leandro Damião              |
| 11 | Brasile (bandiera) | A     | Alef Mangueira              |
| 12 | Brasile (bandiera) | P     | Marcão                      |
| 13 | Cile (bandiera)    | D     | Benjamin Kuscevic Jaramillo |
| 15 | Brasile (bandiera) | C     | Fransérgio                  |
| 16 | Brasile (bandiera) | D     | Natanael                    |
| 17 | Brasile (bandiera) | C     | Matheus Bianqui             |
| 18 | Brasile (bandiera) | A     | Zé Roberto                  |
| 20 | Brasile (bandiera) | C     | Gabriel Silva               |

| N. |                    | Ruolo | Calciatore      |
| -- | ------------------ | ----- | --------------- |
| 22 | Brasile (bandiera) | D     | Marcos Vinícius |
| 23 | Brasile (bandiera) | P     | Alex Muralha    |
| 26 | Brasile (bandiera) | D     | Victor Luis     |
| 27 | Brasile (bandiera) | P     | Luan Polli      |
| 28 | Brasile (bandiera) | D     | Gustavo Vilar   |
| 29 | Brasile (bandiera) | D     | Diogo Batista   |
| 30 | Brasile (bandiera) | A     | Robson          |
| 37 | Brasile (bandiera) | A     | Kaio César      |
| 47 | Brasile (bandiera) | A     | Jean Pedroso    |
| 57 | Brasile (bandiera) | A     | Wesley Moreira  |
| 64 | Brasile (bandiera) | P     | Sidnei          |
| 83 | Brasile (bandiera) | D     | Jamerson Bahia  |
| 97 | Brasile (bandiera) | A     | Ruan Assis      |

### Rosa 2023
| N. |                      | Ruolo | Calciatore                   |
| -- | -------------------- | ----- | ---------------------------- |
| 1  | Brasile (bandiera)   | P     | Gabriel Vasconcelos Ferreira |
| 2  | Brasile (bandiera)   | D     | Hayner                       |
| 2  | Brasile (bandiera)   | D     | Henrique                     |
| 6  | Brasile (bandiera)   | C     | Bruno Gomes                  |
| 7  | Brasile (bandiera)   | C     | Andrey Ramos                 |
| 8  | Brasile (bandiera)   | C     | Willian Farias               |
| 9  | Brasile (bandiera)   | A     | Rodrigo Pinho                |
| 10 | Argentina (bandiera) | C     | Marcelino Moreno             |
| 11 | Brasile (bandiera)   | A     | Alef Mangueira               |
| 12 | Brasile (bandiera)   | P     | Marcão                       |
| 13 | Cile (bandiera)      | D     | Benjamin Kuscevic Jaramillo  |
| 15 | Brasile (bandiera)   | C     | Fransérgio                   |
| 16 | Brasile (bandiera)   | D     | Natanael                     |
| 17 | Brasile (bandiera)   | C     | Matheus Bianqui              |
| 18 | Brasile (bandiera)   | A     | Zé Roberto                   |
| 20 | Brasile (bandiera)   | C     | Gabriel Silva                |

| N. |                    | Ruolo | Calciatore       |
| -- | ------------------ | ----- | ---------------- |
| 22 | Brasile (bandiera) | D     | Marcos Vinícius  |
| 23 | Brasile (bandiera) | P     | Alex Muralha     |
| 26 | Brasile (bandiera) | D     | Victor Luis      |
| 27 | Brasile (bandiera) | P     | Luan Polli       |
| 28 | Brasile (bandiera) | D     | Gustavo Vilar    |
| 29 | Brasile (bandiera) | D     | Diogo Batista    |
| 30 | Brasile (bandiera) | A     | Robson           |
| 37 | Brasile (bandiera) | A     | Kaio César       |
| 47 | Brasile (bandiera) | A     | Jean Pedroso     |
| 55 | Brasile (bandiera) | D     | Thiago Dombroski |
| 57 | Brasile (bandiera) | A     | Wesley Moreira   |
| 64 | Brasile (bandiera) | P     | Sidnei           |
| 75 | Brasile (bandiera) | A     | Biel Fonseca     |
| 83 | Brasile (bandiera) | D     | Jamerson Bahia   |
| 90 | Algeria (bandiera) | A     | Islam Slimani    |
| 97 | Brasile (bandiera) | A     | Ruan Assis       |

### Rosa 2020
| N. |                      | Ruolo | Calciatore                   |
| -- | -------------------- | ----- | ---------------------------- |
| 1  | Brasile (bandiera)   | P     | Gabriel Vasconcelos Ferreira |
| 3  | Brasile (bandiera)   | D     | Rodolfo Filemon              |
| 5  | Brasile (bandiera)   | C     | Nathan Silva                 |
| 6  | Brasile (bandiera)   | D     | William Matheus              |
| 7  | Brasile (bandiera)   | A     | Rafinha                      |
| 8  | Argentina (bandiera) | C     | Martín Sarrafiore            |
| 10 | Brasile (bandiera)   | A     | Neilton                      |
| 11 | Venezuela (bandiera) | D     | Jhon Chancellor              |
| 12 | Brasile (bandiera)   | P     | Marcão                       |
| 15 | Brasile (bandiera)   | D     | Henrique Vermudt             |
| 16 | Brasile (bandiera)   | D     | Natanael                     |
| 17 | Brasile (bandiera)   | A     | Nathan                       |
| 18 | Brasile (bandiera)   | C     | Guilherme Biro               |
| 19 | Brasile (bandiera)   | A     | Robinho                      |
| 20 | Brasile (bandiera)   | C     | Matheus Galdezani            |
| 21 | Brasile (bandiera)   | C     | Gabriel                      |
| 22 | Brasile (bandiera)   | D     | Maílton                      |
| 23 | Brasile (bandiera)   | P     | Alex Muralha                 |
| 27 | Paraguay (bandiera)  | C     | Ramón Martínez               |

| N. |                     | Ruolo | Calciatore        |
| -- | ------------------- | ----- | ----------------- |
| 28 | Brasile (bandiera)  | C     | Luiz Henrique     |
| 30 | Brasile (bandiera)  | A     | Robson            |
| 32 | Brasile (bandiera)  | D     | Nathan Ribeiro    |
| 33 | Brasile (bandiera)  | P     | Arthur Henrique   |
| 35 | Brasile (bandiera)  | D     | Sabino            |
| 36 | Brasile (bandiera)  | C     | Matheus Sales     |
| 39 | Brasile (bandiera)  | C     | Yan Sasse         |
| 57 | Brasile (bandiera)  | C     | Matheus Bueno     |
| 70 | Colombia (bandiera) | C     | Brayan Lucumí     |
| 77 | Brasile (bandiera)  | A     | Osman Júnior      |
| 84 | Brasile (bandiera)  | P     | Wilson            |
| 90 | Brasile (bandiera)  | C     | Giovanni Augusto  |
| 91 | Brasile (bandiera)  | D     | Patrick Vieira    |
| 94 | Brasile (bandiera)  | C     | Mattheus Oliveira |
| 98 | Brasile (bandiera)  | C     | Hugo Moura        |
| 99 | Brasile (bandiera)  | A     | Pablo Thomaz      |
|    | Brasile (bandiera)  | D     | Warley            |
|    | Uruguay (bandiera)  | C     | Pablo García      |

### Rosa 2018
| N. |                      | Ruolo | Calciatore           |
| -- | -------------------- | ----- | -------------------- |
| 1  | Brasile (bandiera)   | P     | Elisson              |
| 2  | Brasile (bandiera)   | D     | Ceará                |
| 3  | Brasile (bandiera)   | D     | Luccas Claro         |
| 5  | Brasile (bandiera)   | C     | Alan Santos          |
| 6  | Paraguay (bandiera)  | C     | Luis Enrique Cáceres |
| 7  | Brasile (bandiera)   | A     | Iago                 |
| 8  | Brasile (bandiera)   | A     | Vinícius             |
| 11 | Brasile (bandiera)   | A     | Leandro              |
| 12 | Brasile (bandiera)   | P     | Rafael Martins       |
| 15 | Paraguay (bandiera)  | D     | César Benítez        |
| 17 | Brasile (bandiera)   | A     | Evandro              |
| 18 | Paraguay (bandiera)  | A     | Ortega               |
| 19 | Venezuela (bandiera) | C     | González             |
| 20 | Brasile (bandiera)   | C     | Raphael Veiga        |
| 21 | Brasile (bandiera)   | D     | Wallisson Maia       |
| 23 | Brasile (bandiera)   | C     | Felipe Amorim        |
| 25 | Brasile (bandiera)   | C     | Fábio Braga          |
| 26 | Brasile (bandiera)   | C     | Ruy                  |
| 28 | Brasile (bandiera)   | D     | Juninho              |

| N. |                     | Ruolo | Calciatore            |
| -- | ------------------- | ----- | --------------------- |
| 29 | Paraguay (bandiera) | D     | Nery                  |
| 30 | Brasile (bandiera)  | D     | Carlinhos             |
| 31 | Brasile (bandiera)  | C     | João Paulo            |
| 32 | Brasile (bandiera)  | C     | Bernardo              |
| 33 | Brasile (bandiera)  | C     | Edinho                |
| 35 | Brasile (bandiera)  | C     | Ícaro                 |
| 37 | Brasile (bandiera)  | C     | Thiago Ferreira Lopes |
| 40 | Brasile (bandiera)  | D     | Emerson Conceição     |
| 55 | Brasile (bandiera)  | C     | Juan                  |
| 59 | Brasile (bandiera)  | C     | Jonas                 |
| 77 | Brasile (bandiera)  | A     | Guilherme Parede      |
| 83 | Brasile (bandiera)  | A     | Kléber                |
| 84 | Brasile (bandiera)  | P     | Wilson                |
| 96 | Brasile (bandiera)  | P     | Rafael Fachin         |
|    | Brasile (bandiera)  | C     | Edinho                |
|    | Brasile (bandiera)  | A     | Rildo                 |
|    | Brasile (bandiera)  | A     | Fabrício Baiano       |
|    | Brasile (bandiera)  | A     | Alex Alves            |

## Grandi Calciatori
Lista con i più grandi giocatori nella storia del Coritiba Foot Ball Club.
Sottotitoli:
In grassetto, giocatori già deceduti.

Massimo Idolo del Coritiba Foot Ball Club

Giocatori rivelati dal Coritiba Foot Ball Club

## Patrimoni

### Stadio
Stadio Couto Pereira è la patria di Coritiba.
- Nome: Stadio Major Antônio Couto Pereira.
- Capacità: 40,502 (stadio più grande del Paraná)
- Indirizzo: Strada Ubaldino do Amaral, 37
- Maggiore Pubblico: 70,000 (Papa Giovanni Paolo II, 1980)[17].
- Dimensioni del campo: 109,00 x 72,00 m
- Anno di apertura: 1932

Lo stadio Major Antônio Couto Pereira è stato fondato nel 1932 e ha una capacità attuale di 40.502 persone. È soprannominato Couto Pereira o Alto da Glória dai tifosi e dalla stampa.
Il terreno dello stadio fu donato da Nicolau Scheffer, o venduto a un prezzo simbolico, a causa delle tasse. All'epoca, si trattava di un luogo lontano, tanto che si diceva comunemente che non sarebbe stato possibile costruirlo lì, a causa della distanza. Attualmente, a causa della crescita della città, lo stadio si trova in una posizione centrale a Curitiba.
In una ristrutturazione avvenuta nel 2005, le dimensioni del campo da gioco sono state ampliate e le recinzioni di protezione sono state rimosse, facilitando la visuale del gioco da tutti i settori dello stadio. Inoltre, sono stati modernizzati i banchi delle riserve e le porte, nonché sostituito l'intero manto erboso e ristrutturati gli impianti interni (spogliatoi e sale).
Originariamente intitolato Stadio Belfort Duarte, il suo nome è stato modificato nell'attuale nel 1977 dopo i lavori di ampliamento, in omaggio a uno dei maggiori responsabili della realizzazione dello stadio.

### Centro di Allenamento Graciosa
Nel 1988 il presidente Bayard Osna ordinò la costruzione di un centro di allenamento per il Coritiba. Fu acquisito un terreno sulla vecchia strada da Graciosa, vicino al trifoglio di Atuba, a circa nove chilometri dalla sede principale, nell'Alto da Glória (quartiere di Curitiba). Ma fu solo nel 1995 che fu fatto il secondo passo. Joel Malucelli, Sérgio Prosdócimo e Édson Mauad assunsero il controllo del Coritiba e diedero inizio ai lavori.
L'ingegnere José Arruda, all'epoca vicepresidente del club, fu scelto come responsabile per affrontare questa sfida e lo fece con fiducia e determinazione, contando sul supporto di una competente commissione di lavori. La maggior parte del denaro che ha reso possibile la costruzione proveniva da contributi mensili del Consiglio Deliberativo, presieduto all'epoca da Manoel Antonio de Oliveira.
Il CT da Graciosa è stato inaugurato il 20 dicembre 1997. Dopo tanta dedizione e lavoro di tutti coloro che hanno contribuito, il sogno è diventato realtà. Nel 2002, Giovani Gionédis ha assunto il controllo del club e ha avviato una pianificazione strutturale audace, che è iniziata con l'ampliamento e l'ammodernamento del patrimonio biancoverde.
Oggi, il Centro di Allenamento Bayard Osna è diventato un punto di riferimento per la modernità e lo spazio per il lavoro dei professionisti del calcio. Il lavoro serio ha reso il Coritiba uno dei club del paese con una delle migliori strutture. In essa si basa il lavoro di perfezionamento della base e ogni anno fuoriclasse emergono sui suoi campi, sempre con il supporto dei migliori professionisti, fino a raggiungere la squadra professionistica e diventare idoli coxa-brancas.
Il CT dispone di cinque campi da calcio ufficiali (70x110m), con diversi tipi di manto erboso. Inoltre, tre spogliatoi, piscina riscaldata, parcheggio, sala stampa. Per l'area medica è presente una moderna clinica di fisiologia, una palestra completa, oltre a cliniche di fisioterapia, psicologia e nutrizione.

## Tifosi

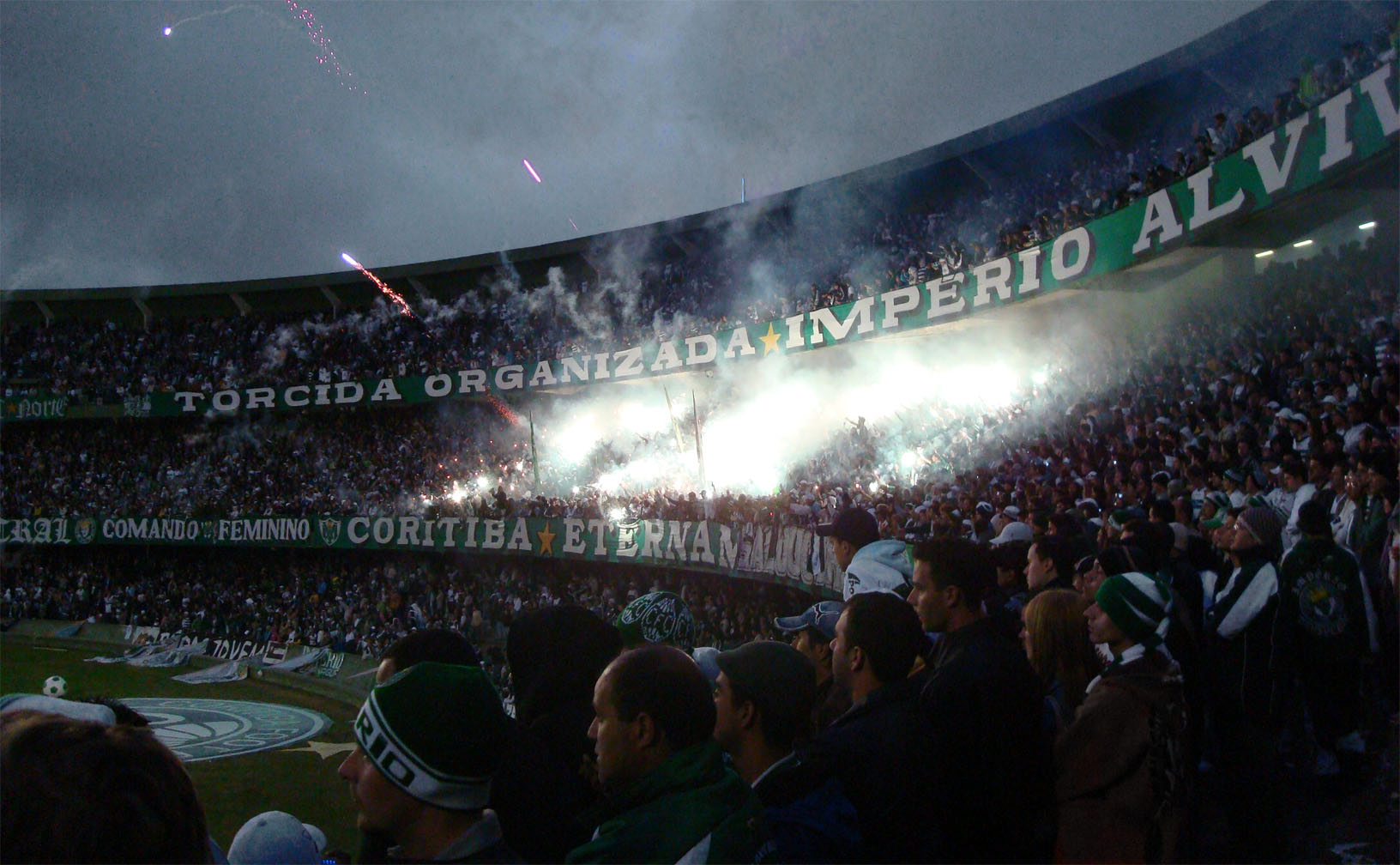
Império Alviverde

La principale tifoseria organizzata del club è l'Império Alviverde, fondata nel 1977. La tifoseria usa i colori verde e bianco ed è notoriamente una delle più grandi tifoserie organizzate della regione meridionale del Brasile, se non la più grande.
Oltre ad essere uno dei club più tradizionali dello stato, la tifoseria del Coxa Branca è anche una delle più tradizionali del Paraná. Già nel 1939, Pinha (Luis Vila), ex portiere del Coxa, creò la prima tifoseria organizzata dello stato del Paraná, che si distingueva dalle rivali con percussioni e canti di incitamento.
Nel 1986 e 2004, era presente, per la Coppa Libertadores, in tutti i paesi in cui il Coritiba ha disputato il torneo, come Perù, Paraguay e Argentina. La sua principale tifoseria organizzata è l'Império Alviverde.
Nel 2010, i tifosi hanno comunque assistito a tutte le dieci partite della squadra a Joinville durante la severa punizione inflitta al club, portando un totale di 33.156 tifosi e una media di 3.315 persone a partita, pur giocando a 130 chilometri da Curitiba, dimostrando che la forza e la passione per il club non ha limiti.
Tradizionale in tutto il sud del Brasile, la tifoseria del Coxa è tra le più grandi tra i club del sud. Un sondaggio IBOPE del 2010 indica il club paranaense come la terza tifoseria più grande della regione meridionale. La tifoseria del Coritiba ha anche la media di pubblico più alta nel campionato statale, con la media più alta in 14 degli ultimi 21 anni con pubblico registrato (1994-2019); quando non è la prima, è quasi sempre la seconda, simile a quanto accade nel Campionato Brasiliano.
La tifoseria del Coritiba è anche conosciuta per aver realizzato al Couto Pereira il Green Hell (Inferno Verde), che porta i tifosi a innovare sempre di più in pirotecnica, fumo, carta, fuochi e luci, sia di notte che di giorno.

## Altri sport
Sebbene sia maggiormente conosciuto per il calcio, il Coritiba è la prima squadra nel sud del Brasile che supporta anche il football americano. Con una partnership tra il Coritiba e i Barigui Crocodiles, sono stati fondati i Coritiba Crocodiles. I Coritiba Crocodiles sono quattro volte campioni statali e due volte campioni nazionali brasiliani.

### Pallacanestro
Come membro fondatore della FPRB, che ha gareggiato negli anni '30 e '40, la Pallacanestro Coritiba Monsters è nata nel 2019 attraverso una partnership tra il Coritiba, l'Associazione Viver Mais e la Sociedade Thalia, riportando il club alla scena della pallacanestro.
| STATO                        | STATO  | STATO                                           | STATO |
| Competizione                 | Titoli | Stagione                                        |       |
| ---------------------------- | ------ | ----------------------------------------------- | ----- |
| Campeonato Paranaense        | 2      | 1944 e 1945                                     |       |
| Campeonato Metropolitano     | 8      | 1930, 1931, 1932, 1935, 1936, 1937, 1940 e 2019 |       |
| SETTORE GIOVANILE            |        |                                                 |       |
| Competizione                 | Titoli | Stagione                                        |       |
| Campeonato Paranaense Sub-22 | 1      | 2022                                            |       |
| Campeonato Paranaense Sub-19 | 1      | 2019                                            |       |

### Football americano
Sebbene sia più noto per il calcio, il Coritiba è la prima squadra nel sud del paese a sostenere il football americano. Attraverso una partnership tra il Coritiba e i Barigui Crocodiles, è nato il Coritiba Crocodiles.
| NAZIONALE                       | NAZIONALE | NAZIONALE                                                   | NAZIONALE |
| Competizione                    | Titoli    | Stagione                                                    |           |
| ------------------------------- | --------- | ----------------------------------------------------------- | --------- |
| Campeonato Brasileiro           | 3         | 2013, 2014 e 2022                                           |           |
| Liga Brasileira - Divisão Azul  | 2         | 2010 e 2011                                                 |           |
| REGIONALE                       |           |                                                             |           |
| Competizione                    | Titoli    | Stagione                                                    |           |
| Superliga Centro-Sul            | 2         | 2014 e 2015                                                 |           |
| Conferência Sul                 | 5         | 2010, 2011, 2012, 2013 e 2017                               |           |
| Torneio Touchdown - Divisão Sul | 1         | 2009                                                        |           |
| STATO                           |           |                                                             |           |
| Competizione                    | Titoli    | Stagione                                                    |           |
| Campeonato Paranaense           | 10        | 2009, 2010, 2011, 2012, 2013, 2014, 2015, 2018, 2022 e 2023 |           |
| SETTORE GIOVANILE               |           |                                                             |           |
| Competizione                    | Titoli    | Stagione                                                    |           |
| Campeonato Brasileiro Under-20  | 1         | 2022                                                        |           |

### E-sports
In seguito a una collaborazione con Real Deal, il Coritiba entra nel mondo degli Esports. Nasce il Coritiba E-Sports, che entra nella scena competitiva con una squadra di Dota 2.
| CONTINENTALE                                 | CONTINENTALE | CONTINENTALE | CONTINENTALE |
| Competizione                                 | Titoli       | Stagione     |              |
| -------------------------------------------- | ------------ | ------------ | ------------ |
| Dota Pro Circuit - Tour 3: Division II       | 1            | 2021-22      |              |
| Apex Legends Split 2 - Challenger Circuit #2 | 1            | 2023         |              |

## Palmarès

### Competizioni nazionali
- Campeonato Brasileiro Série A: 1

1985
- Campeonato Brasileiro Série B: 2 (record)

2007, 2010

### Competizioni statali
- Campionato Paranaense: 39  (record)

1916, 1927, 1931, 1933, 1935, 1939, 1941, 1942, 1946, 1947, 1951, 1952, 1954, 1956, 1957, 1959, 1960, 1968, 1969, 1971, 1972, 1973, 1974, 1975, 1976, 1978, 1979, 1986, 1989, 1999, 2003, 2004, 2008, 2010, 2011, 2012, 2013, 2017, 2022

### Competizioni giovanili
- Torneo Internazionale Città di Gradisca - Trofeo Nereo Rocco: 2

2013, 2014
- Taça Belo Horizonte de Juniores: 1

2010
- Copa do Brasil Sub-20: 1

2021

### Altri piazzamenti
- Campeonato Brasileiro Série B:

Secondo posto: 1995
Terzo posto: 1991, 2019, 2021
- Coppa del Brasile:

Finalista: 2011, 2012
Semifinalista: 1991, 2001, 2009
- Copa dos Campeões:

Semifinalista: 2001
- Copa Sul-Minas:

Finalista: 2001

## Record

### Giocatori e Allenatori
I giocatori che hanno giocato e segnato di più, e gli allenatori con più partite alla guida del Coritiba.
| #  | Giocatore            | Partite |
| -- | -------------------- | ------- |
| 1  | Jairo                | 410     |
| 2  | Aladim               | 402     |
| 3  | Nilo                 | 386     |
| 4  | Hermes               | 366     |
| 5  | Nico                 | 352     |
| 6  | Miltinho             | 346     |
| 7  | Reginaldo Nascimento | 338     |
| 8  | Vanderlei            | 301     |
| 9  | Wilson               | 296     |
| 10 | Cláudio Marques      | 295     |

| # | Giocatore  | Gols |
| - | ---------- | ---- |
| 1 | Duílio     | 254  |
| 2 | Neno       | 134  |
| 3 | Ivo        | 129  |
| 4 | Miltinho   | 96   |
| 4 | Baby       | 96   |
| 5 | Stacco     | 89   |
| 6 | Zé Roberto | 72   |
| 6 | Keirrison  | 72   |
| 7 | Alex       | 69   |
| 8 | Chicão     | 65   |

| # | Treinador              | Partite |
| - | ---------------------- | ------- |
| 1 | Felix Magno            | 201     |
| 2 | Dirceu Krüger          | 185     |
| 3 | Marcelo Oliveira       | 153     |
| 4 | Paulo César Carpegiani | 126     |
| 4 | Tim                    | 126     |
| 5 | Paulo Bonamigo         | 123     |
| 5 | Marquinhos Santos      | 123     |
| 6 | Ney Franco             | 111     |
| 7 | Gustavo Morínigo       | 99      |
| 8 | Antônio Lopes          | 96      |
| 9 | Ivo Wortmann           | 93      |

## Rivalità
I maggiori rivali del Coritiba sono della stessa città: l'Atlético-PR e il Paraná Clube. Le partite tra il Coritiba e l'Atlético-PR sono chiamate "Atle-Tiba", mentre le partite tra il Coritiba e il Paraná sono conosciute come "Para-Tiba".

### Atletiba

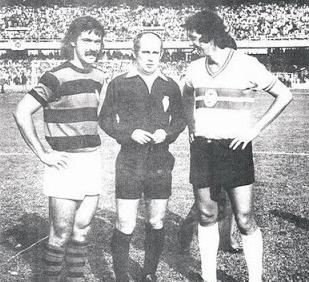
Atletiba (1972)

La rivalità tra il Coritiba e l'Atlético Paranaense è una delle più antiche del Brasile. l classico Atletiba è il nome dato allo scontro tra il Coritiba e l'Atlético Paranaense, entrambi club della città di Curitiba, che si verificano dall'8 giugno 1924, quando il Coritiba ha battuto il rivale per 6 a 3. Nel corso degli anni la rivalità è cresciuta, attualmente considerata una delle più grandi rivalità della regione meridionale del paese, frutto degli innumerevoli match decisivi che questi due rivali hanno disputato, rendendoli i club con le tifoserie più grandi dello stato del Paraná. La più grande goleada del confronto è avvenuta il 14 novembre 1959 quando il Coxa ha sconfitto il rivale per 6 a 0.

### Paratiba
Il Paratiba è il classico tra il Coritiba e il Paraná. Il primo classico, vinto dal Coritiba per 1 a 0, si è verificato il 4 febbraio 1990. Le più grandi goleade del duello sono avvenute nel 2002, vittoria del Paraná per 6 a 1, e nel 2021, vittoria del Coxa-Branca per 5 a 0.

## Allenatori (1998 - presente)
- Valdir Espinosa (1998)
- Darío Pereyra (1998)
- Mauro Fernandes (1999)
- Abel Braga (1999)
- Márcio Araújo (1999)
- Jair Pereira (2000)
- Lori Sandri (2000)
- Paquito (interim) (2000)
- Fito Neves (Ago 2000 – Settem. 00)
- Paquito (interim) (2000)
- Ivo Wortmann (Settem. 2000–Ago 01)
- Ricardo Gomes (Ago 11, 2001 – Settem. 21, 2001)
- Paulo Bonamigo (Aprile 1, 2002 – Dic 15, 2003)
- Antônio Lopes (Dic 20, 2003 – Maggio 5, 2005)
- Cuca (Maggio 1, 2005 – Ottob. 11, 2005)
- Júnior Lopes (Otto 2005)
- Cláudio Marques (interim) (Otto 2005)
- Márcio Araújo (Otto 28, 2005 – Feb 24, 2006)
- Cláudio Marques (interim) (Feb 2006–March 6)
- Estevam Soares (Marzo 2, 2006 – Maggio 15, 2006)
- Paulo Bonamigo (Maggio 14, 2006 – Dic 4, 2006)
- Guilherme Macuglia (Gen 19, 2007 – Giug 5, 2007)
- René Simões (Giug 6, 2007 – Dic 31, 2007)
- Dorival Júnior (Gen 4, 2008 – Dic 11, 2008)
- Ivo Wortmann (Dic 16, 2008 – April 20, 2009)
- René Simões (April 24, 2009 – Ago 10, 2009)
- Ney Franco (Ago 11, 2009 – Dic 1, 2010)
- Marcelo Oliveira (Gen 1, 2011 – Settem. 6, 2012)
- Marquinhos Santos (Settem. 6, 2012 – Settem. 24, 2013)
- Péricles Chamusca (Settem. 30, 2013 – Nov 16, 2013)
- Tcheco (interim) 2013)
- Dado Cavalcanti (2014)
- Celso Roth (2014)
- Marquinhos Santos (2014–15)
- Ney Franco (2015)
- Pachequinho (interim) (2015)
- Gilson Kleina (2016)
- Pachequinho (interim) (2016)
- Paulo César Carpegiani (2016–2017)
- Pachequinho (2017–)
- Marcelo Oliveira (2017)
- Sandro Forner (2018)
- Tcheco (2018)
- Argel Fucks (2018-2019)
- Matheus Costa (interim) 2019)
- Umberto Louzer (2019)
- Jorginho (2019)
- Eduardo Barroca (2020)
- Mozart ((interim) 2020)
- Jorginho (2020)
- Rodrigo Santana (2020)
- Pachequinho ((interim) 2020)
- Gustavo Morínigo (2021-2022)
- Guto Ferreira (2022)
- Toni Oliveira (2022-2023)
- Leomir  ((interim) 2023)
- Antônio Carlos Zago (2023)
- Thiago Kosloski (2023)
- Guto Ferreira (2023-2024)
- Fábio Matias (2024)
- Jorginho (2024)
- Guila Bossle (2024)
- Mozart (2024-in carica)

## Allenatori (1971 - 1997)
- 1971 –  Tim
- 1972 – Lanzoninho
- 1973 –  Tim e Lanzoninho
- 1974 –  Yustrich e  Hidalgo
- 1975 – Hélio Alves e  Paulinho de Almeida
- 1976 –  Dino Sani
- 1977 – Lanzoninho
- 1978 – Chiquinho
- 1979 –  Dirceu Krüger,  Tim e Borba Filho
- 1980 – Mário Juliato
- 1981 –
- 1982 –
- 1983 –
- 1984 – Dudú e  Dirceu Krüger
- 1985 –  Dino Sani,  Dirceu Krüger e  Ênio irade
- 1986 –  Dirceu Krüger e  Nicanor de Carvalho
- 1987 –  Pedro Rocha e  Otacílio Gonçalves
- 1988 –  Leão,  Dirceu Krüger e  Valdir Espinosa
- 1989 –  Edu Coimbra e  Jair Picerni
- 1990 –  Paulo César Carpegiani
- 1991 –  Levir Culpi,  Sérgio Ramirez
- 1992 –
- 1993 – José Teixeira
- 1994 –
- 1995 –
- 1996 –  Heron Ferreira,  Pepe,  Dirceu Krüger e  Lori Siri
- 1997 –  Rubens Minelli e  Dirceu Krüger